# Calvitimela
Calvitimela is een geslacht van korstmossen dat behoort tot de familie Tephromelataceae.

## Soorten
Volgens Index Fungorum bevat het geslacht elf soorten (peildatum april 2023):
| Soortnaam                   | Auteur(s)                      | Publicatiejaar |
| --------------------------- | ------------------------------ | -------------- |
| Calvitimela aglaea          | (Sommerf.) Hafellner           | 2001           |
| Calvitimela armeniaca       | (DC.) Hafellner                | 2001           |
| Calvitimela austrochilensis | Fryday                         | 2011           |
| Calvitimela cuprea          | Haugan & Timdal                | 2015           |
| Calvitimela livida          | Haugan & Timdal                | 2015           |
| Calvitimela melaleuca       | (Sommerf.) R. Sant.            | 2004           |
| Calvitimela perlata         | (Haugan & Timdal) R. Sant.     | 2004           |
| Calvitimela septentrionalis | (Hertel & Rambold) McCune      | 2017           |
| Calvitimela talayana        | (Haugan & Timdal) M.P. Andreev | 2004           |
| Calvitimela testaceoatra    | (Vain.) Hafellner              | 2001           |
| Calvitimela uniseptata      | G. Thor                        | 2011           |